# Teplice
Teplice er en by i det nordvestlige Tjekkiet med 50.959(2024) indbyggere. Byen ligger i regionen Ústí nad Labem, tæt ved grænsen til nabolandet Tyskland.